# Dilema construtivo
Dilema construtivo é uma regra de inferência válida da lógica proposicional. É a inferência que diz: se P implica Q e R implica S, e P ou R é verdade, então Q ou S tem que ser verdade. Em suma, se duas condicionais são verdade e pelo menos um de seus antecedentes também o é, então pelo menos um de seus consequentes também precisa ser. Dilema construtivo é a versão disjuntiva do modus ponens, enquanto, o
dilema destrutivo é a versão disjuntiva do Modus tollens. Formalmente:
{\displaystyle {\frac {P\to Q,R\to S,P\lor R}{\therefore Q\lor S}}}
ou seja: sempre que instâncias de "{\displaystyle P\to Q}", "{\displaystyle R\to S}", e"{\displaystyle P\lor R}" aparecerem numa linha de alguma prova, "{\displaystyle Q\lor S}" pode ser concluído na linha seguinte.

## Notação Formal
A regra do dilema construtivo pode ser escrita na notação de sequente:
{\displaystyle (P\to Q),(R\to S),(P\lor R)\vdash (Q\lor S)}
onde {\displaystyle \vdash } é um símbolo metalógico significando que {\displaystyle Q\lor S} é consequência lógica de {\displaystyle P\to Q}, {\displaystyle R\to S}, e {\displaystyle Q\lor S} em algum sistema lógico;
e expresso como uma tautologia ou teorema da lógica proposicional:
{\displaystyle (((P\to Q)\land (R\to S))\land (P\lor R))\to (Q\lor S)}
onde {\displaystyle P}, {\displaystyle Q}, {\displaystyle R} e {\displaystyle S} são proposições expressas em algum sistema lógico.

## Variação em Português
Se P então Q.
Se R então S.
P ou R.
logo, Q ou S.

## Exemplo em linguagem natural
Se eu ganho um milhão de reais, eu vou doar para um orfanato.
Se meu amigo ganhar um milhão de euros, ele vai doar para um asilo.
Ou eu ganharei um milhão de reais, ou meu amigo ganhará um milhão de euros.
Logo, ou um orfanato ganhará um milhão de reais, ou um asilo ganhará um milhão de euros.
O dilema tem este nome por causa da transferência de operandos disjuntivos